# Paul Wenneker
Paul Wenneker (ur. 27 lutego 1890 w Kilonii, zm. 17 października 1979 w Bergstedt) – niemiecki admirał i dyplomata. Attaché morski Niemiec w Japonii w latach 1935–1937 i 1940–1945.
Wenneker dołączył do Kaiserliche Marine w 1909 roku. W latach 1937–1940 dowodził niemieckim krążownikiem ciężkim Deutschland.
Jako attaché starał się przekonać rząd japoński do używania U-bootów w celu przerwania amerykańskich szlaków handlowych. Po kapitulacji Japonii dostał się do niewoli amerykańskiej, którą opuścił w 1947.

## Odznaczenia
- Wielka Wstęga Orderu Wschodzącego Słońca
- Krzyż Żelazny I i II klasy
- Złoty Krzyż Hiszpanii z Mieczami
- Krzyż Rycerski Krzyża Zasługi Wojennej z mieczami (1945)
- Krzyż Zasługi Wojennej I i II klasy z mieczami (1939)
- Srebrny Krzyż Niemiecki (1944)